# Distrito de Acochaca
El distrito de Acochaca  pertenece a la provincia de Asunción, bajo la administración del Gobierno Regional de Áncash, en el Perú. Limita al oeste y norte con la provincia de Yungay; al este, con la provincia de Carlos Fermín Fitzcarrald, y al sur, con el distrito de Chacas. Tiene una población de 3 455 habitantes.

## Toponimia
El nombre de este distrito deriva de las voces del quechua ancashino:  aqu = arena, piedrecillas y chaka = puente: Pues de tal manera que Acochaca significa puente de arena.[cita requerida]

## Geografía

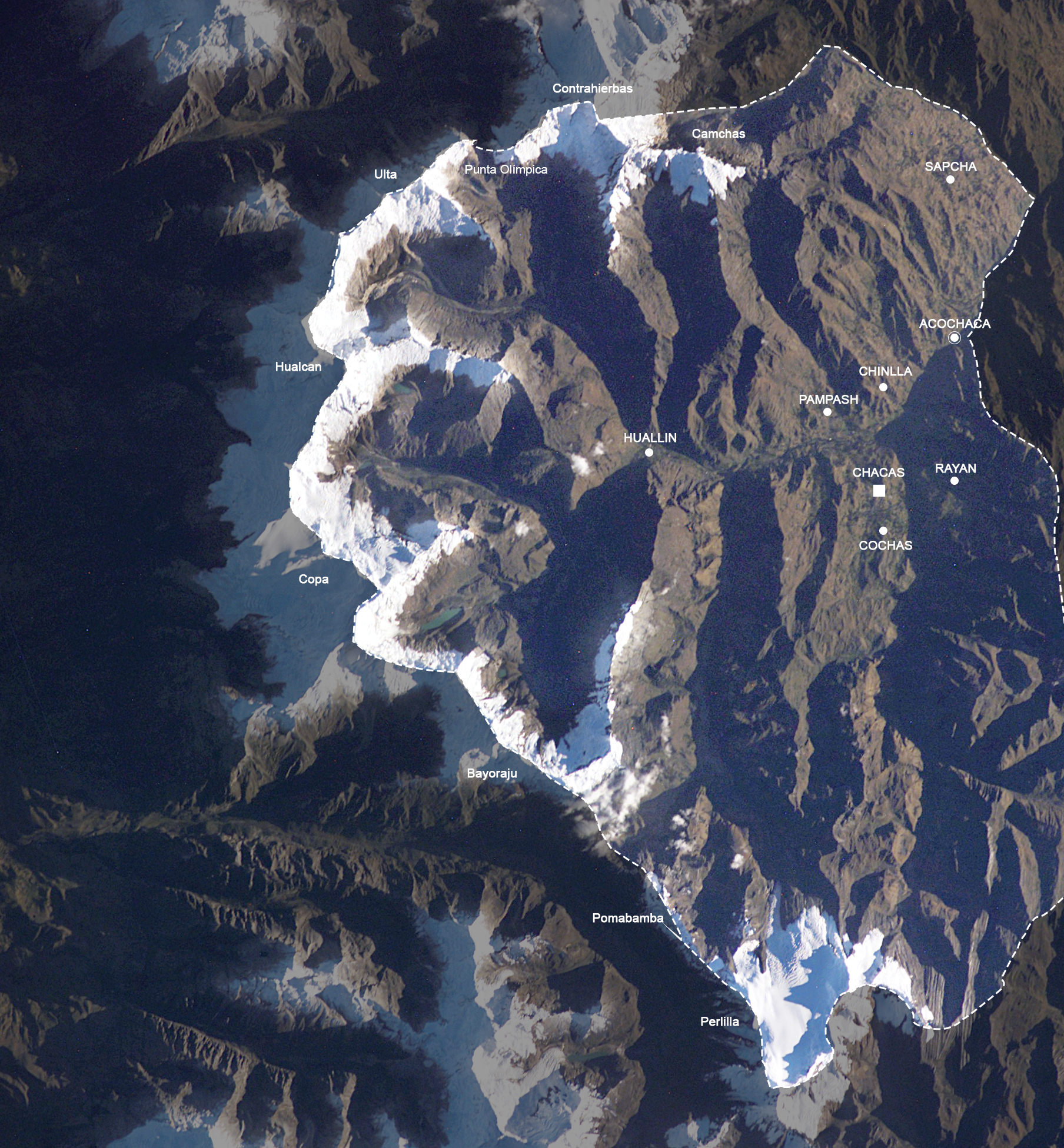
El pueblo de Acochaca se localiza en un profundo valle, cerca del límite con la provincia de Fitzcarrald.

El distrito de Acochaca se caracteriza por tener territorios menos accidentados que Chacas, posee pendientes moderadas y territorios que van desde los 2900 hasta los 5200 m s. n. m.

## Clima
| Parámetros climáticos promedio de Acochaca (territorios entre 2600 - 2900 m s. n. m.). | Parámetros climáticos promedio de Acochaca (territorios entre 2600 - 2900 m s. n. m.). | Parámetros climáticos promedio de Acochaca (territorios entre 2600 - 2900 m s. n. m.). | Parámetros climáticos promedio de Acochaca (territorios entre 2600 - 2900 m s. n. m.). | Parámetros climáticos promedio de Acochaca (territorios entre 2600 - 2900 m s. n. m.). | Parámetros climáticos promedio de Acochaca (territorios entre 2600 - 2900 m s. n. m.). | Parámetros climáticos promedio de Acochaca (territorios entre 2600 - 2900 m s. n. m.). | Parámetros climáticos promedio de Acochaca (territorios entre 2600 - 2900 m s. n. m.). | Parámetros climáticos promedio de Acochaca (territorios entre 2600 - 2900 m s. n. m.). | Parámetros climáticos promedio de Acochaca (territorios entre 2600 - 2900 m s. n. m.). | Parámetros climáticos promedio de Acochaca (territorios entre 2600 - 2900 m s. n. m.). | Parámetros climáticos promedio de Acochaca (territorios entre 2600 - 2900 m s. n. m.). | Parámetros climáticos promedio de Acochaca (territorios entre 2600 - 2900 m s. n. m.). | Parámetros climáticos promedio de Acochaca (territorios entre 2600 - 2900 m s. n. m.). |
| Mes                                                                                    | Ene.                                                                                   | Feb.                                                                                   | Mar.                                                                                   | Abr.                                                                                   | May.                                                                                   | Jun.                                                                                   | Jul.                                                                                   | Ago.                                                                                   | Sep.                                                                                   | Oct.                                                                                   | Nov.                                                                                   | Dic.                                                                                   | Anual                                                                                  |
| -------------------------------------------------------------------------------------- | -------------------------------------------------------------------------------------- | -------------------------------------------------------------------------------------- | -------------------------------------------------------------------------------------- | -------------------------------------------------------------------------------------- | -------------------------------------------------------------------------------------- | -------------------------------------------------------------------------------------- | -------------------------------------------------------------------------------------- | -------------------------------------------------------------------------------------- | -------------------------------------------------------------------------------------- | -------------------------------------------------------------------------------------- | -------------------------------------------------------------------------------------- | -------------------------------------------------------------------------------------- | -------------------------------------------------------------------------------------- |
| Temp. máx. media (°C)                                                                  | 16                                                                                     | 17                                                                                     | 19                                                                                     | 19                                                                                     | 21                                                                                     | 28                                                                                     | 31                                                                                     | 31                                                                                     | 28                                                                                     | 25                                                                                     | 20                                                                                     | 18                                                                                     | 22.8                                                                                   |
| Temp. media (°C)                                                                       | 15                                                                                     | 15                                                                                     | 16                                                                                     | 16                                                                                     | 18                                                                                     | 19                                                                                     | 20                                                                                     | 20                                                                                     | 17                                                                                     | 17                                                                                     | 15                                                                                     | 15                                                                                     | 14                                                                                     |
| Temp. mín. media (°C)                                                                  | 11                                                                                     | 13                                                                                     | 13                                                                                     | 14                                                                                     | 14                                                                                     | 15                                                                                     | 15                                                                                     | 15                                                                                     | 14                                                                                     | 14                                                                                     | 13                                                                                     | 13                                                                                     | 13.7                                                                                   |
| Días de lluvias (≥ 1 mm)                                                               | 12                                                                                     | 12                                                                                     | 13                                                                                     | 10                                                                                     | 8                                                                                      | 8                                                                                      | 3                                                                                      | 2                                                                                      | 6                                                                                      | 5                                                                                      | 10                                                                                     | 12                                                                                     | 101                                                                                    |
| Fuente: Accuweather                                                                    |                                                                                        |                                                                                        |                                                                                        |                                                                                        |                                                                                        |                                                                                        |                                                                                        |                                                                                        |                                                                                        |                                                                                        |                                                                                        |                                                                                        |                                                                                        |

## Historia
El distrito fue creado el 30 de diciembre de 1983 mediante Ley N.º 23764, en el segundo gobierno del Presidente Fernando Belaúnde Terry. Se elevó al pueblo de Chacas como capital distrital y provincial, y al centro poblado de Acochaca como ciudad capital del distrito de Acochaca.

Miembros fundadores de la provincia - comisión 1980-1983
Cornelio Aguirre Arteaga, Róbinson Ayala, Misael Noriega Barrón, Máximo Vidal Roca, Pedro Rodríguez Cunza, Ugo de Censi, Gilberto Arana, Cornelio Aguirre Álvarez, Julian Aguirre Castillo, Atilio Aguirre Moreno, Carlos Aguirre Solís, Leonidas Amez Vega, César Amez Cerna, Dagoberto Amez Egúsquiza, Marco Asencios Falcón, Juan Cerna Amez, Donato Cueva, Manuel Cunza García, Homero del Castillo Vidal, Marco y Godo Díaz Cerna, Santos Falcón, Fidel Hidalgo Solís, Gabriel Huerta Diaz, Niceto Jiménes, Samuel López Juárez, Ludgardo La Puente Aranda, Judith Mariluz Roca, Aníbal Melgarejo Jimeno, Santiago Robles, Aníbal Vega Portella, Carlos Vidal Negreiros y José Zaragoza Portella.
Saúl Espinoza Milla - Chacas, una historia del sincretismo hispanoamericano (pp. 19-21).

## Autoridades

### Municipales
- 2023 - 2026[4]
  - Alcalde: Magno Torres
  - Regidores:

Lista de alcaldes desde la provincialización
- 1986-1989: Vicente Sotelo López (APRA)
- 1989-1991: Pilar Bernuy Cunza (Acción Popular)
- 1995-1997: Jorge Terry Aguilar
- 2000-2003: Félix Puelles Chinguel
- 2003-2006:  Edgar Benedicto Arce Ramírez Partido Democrático Somos Perú
- 2006 - 2011: Edgar Benedicto Arce Ramírez Partido Democrático Somos Perú
- 2011 - 2014: Clemente Vega Vega, del Partido Partido Democrático Somos Perú (SP).
- 2014 - 2018: Koki Noriega Brito, del partido Alianza para el regreso.[5]
- 2019-2021: Edgar Benedicto Arce Ramírez, del Partido Democrático Somos Perú (fallecido en funciones, víctima del COVID-19)
- 2021-2022: Antonio Tafur Rosario

## Festividades y lugares de interés
- La fiesta popular religiosa esta dedicada a la honra de San Pedro, cuyo día central es el 29 de junio.
- Riway. Ubicado al oeste, sobre el centro poblado de Sapchá, a unos 3700 m s. n. m. Fue la ciudadela preinca más importante de la provincia de Asunción, floreció con la Cultura Recuay y finalizó durante el imperio Inca, su nombre proviene del último cacique que dio resistencia durante medio año a los incas.[6]

## Centros poblados rurales
- Chinlla, Colpa, Cuntuyoc, Ludorina
- Ichic Chinlla,Lluychush, Palcas, Punkupampa
- Sagacancha, Sapchá, Tazapampa, Wecroncocha
- Acon Jauya, Acop Cocha, Allgopuquio, Arhuay
- Chinchurajra, Chucpin, Convento.[7]